# Baltic College
Das Baltic College war eine staatlich anerkannte private Fachhochschule mit Standorten in Schwerin und Rostock. Zum 1. Februar 2013 ist sie in der Fachhochschule des Mittelstands aufgegangen.

## Geschichte

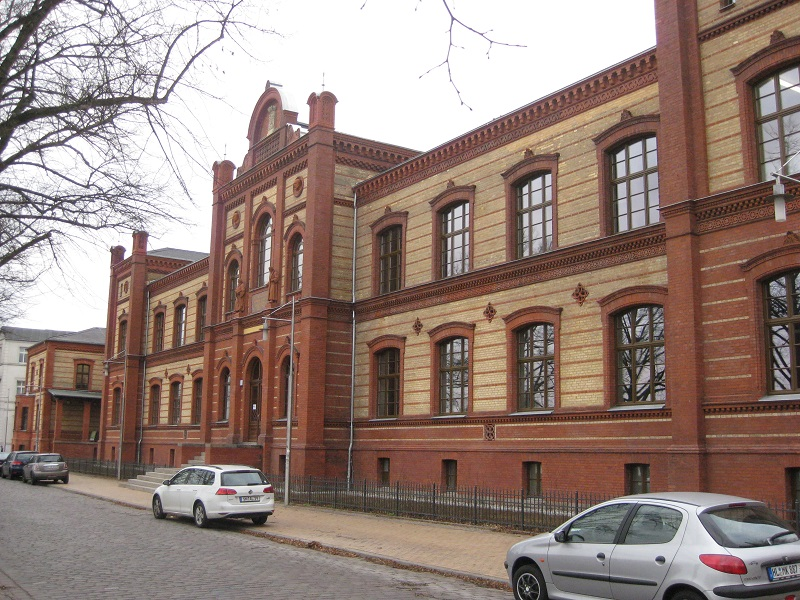
Das Hauptgebäude des Baltic College Schwerin: das "Alte Fridericianum"

Die Fachhochschule wurde 2001 in Güstrow gegründet. Im Jahre 2004 erfolgte die staatliche Anerkennung durch das Land Mecklenburg-Vorpommern. Damit war das Baltic College die erste staatlich anerkannte private Hochschule in Mecklenburg-Vorpommern. Seitdem entstanden zwei weitere Studienstandorte in Schwerin und Potsdam. Im Oktober 2010 verlegte das Baltic College seinen Hauptsitz nach Schwerin in das Alte Fridericianum am Pfaffenteich, der Standort Güstrow lief zum Ende des Sommersemesters 2011 aus, der Standort in Potsdam im Sommer 2012. Das Baltic College war bis Januar 2013 Mitglied der SeminarCenterGruppe. Seit dem 1. Februar 2013 ist das Baltic College (als Baltic College – FHM Schwerin) Teil der staatlich anerkannten, privaten Fachhochschule des Mittelstands.

## Studienangebot
Die Fachhochschule bot vielfältige Studienmöglichkeiten in den Bereichen Hotel / Tourismus, Gesundheit sowie Management. Folgende Bachelor-Studiengänge in Vollzeit mit dem Abschluss Bachelor of Arts bzw. Bachelor of Science wurden angeboten:
- Bachelor of Arts Hotel-Tourismusmanagement, Vollzeit und optional mit einem zusätzlichen IHK-Abschluss zum Hotelfachmann
- Bachelor of Arts Management im Gesundheitstourismus, Vollzeit
- Bachelor of Arts Unternehmensmanagement, Vollzeit
- Bachelor of Arts Handwerksmanagement, Trial
- Bachelor of Arts International Business Administration, Vollzeit
- Bachelor of Arts Gesundheitswirtschaft, Vollzeit
- Bachelor of Science Wirtschaftsingenieur für Handwerksmeister, berufsbegleitend (unter Anrechnungen von Vorleistungen aus der Meisterausbildung in Kooperation mit der Handwerkskammer zu Schwerin)
- Bachelor of Science Wirtschaftsingenieur für Industriemeister, berufsbegleitend (unter Anrechnungen von Vorleistungen aus der Meisterausbildung in Kooperation mit der Handwerkskammer zu Schwerin)

Darüber hinaus bot die Bildungseinrichtung folgende Master-Studiengänge mit dem Abschluss Master of Arts an:
- International Management, Vollzeit
- Marketing-Management im Tourismus, Vollzeit